# Западный Кетл
Западный Кетл (англ. West Kettle River) — река в канадской провинции Британская Колумбия. Правый приток реки Кетл, которая в свою очередь является притоком реки Колумбия. Расход воды — 9,24 м³/с.
Берёт начало к востоку от города Келоуна, вытекая из озера Сент-Маргарет. В верхнем течении течёт в юго-западном направлении, а затем поворачивает на юг. Впадает в реку Кетл близ населённого пункта Уэстбридж, сравнительно недалеко от границы с США.